# Hum pri Ormožu
Hum pri Ormožu este o localitate din comuna Ormož, Slovenia, cu o populație de 322 de locuitori.